# Aleksandr Uljanov
Aleksandr Ilitj Uljanov (ryska: Александр Ильич Ульянов), född 12 april 1866 i Nizjnij Novgorod i Ryska imperiet, död 20 maj 1887 i Nöteborg (avrättad), var en rysk nihilistisk revolutionär. Han var äldre bror till Vladimir Lenin. Aleksandr Uljanov blev tillsammans med fyra kamrater avrättad genom hängning efter att ha deltagit i en konspiration med målet att mörda tsar Alexander III.
Asteroiden 2112 Ulyanov är uppkallad efter honom.